# روبرت ريان
روبرت ريان (بالإنجليزية: Rob Ryan)‏ (و. 1962  م) هو مدرب رياضي، من الولايات المتحدة، ولد في أدمور، يلعب كمدرب رياضي.

## التعليم
تعلم في Stevenson High School (Lincolnshire, Illinois) ‏.